# Mont Babel
Der Mont Babel ist ein 952 m (andere Angaben: 948 m ) hoher Berg im Süden der Labrador-Halbinsel in der kanadischen Provinz Québec.
Der Mont Babel befindet sich in der MRC Manicouagan der Verwaltungsregion Côte-Nord. Er bildet die höchste Erhebung der Île René-Levasseur im Manicouagan-Stausee.
Benannt wurde der Berg nach dem Missionar Louis-François Babel (1826–1912).